# 比留廖沃东区
比留廖沃东区（俄語：район Бирюлёво Восточное）是莫斯科东北行政区的一区，面积14.77平方公里，人口156,160人。察里齐诺站、坎捷米罗夫卡站和布拉格站位于该区内。